# Белбаж (село)
Белбаж — село в Ковернинском районе Нижегородской области. Входит в состав Горевского сельсовета.

## История
Село расположено на левом берегу реки Белбаж, вплотную примыкает к стенам Белбажского монастыря. Название реки и села Белбаж / Беглаж/ происходит от слова «беглец» (первыми жителями были беглые люди старообрядческой веры). В 1708 году был основан Белбажский монастырь.
В 1920 году в с.Покровском при Белбажском монастыре была построена Покровская церковь. Одними из первых жителей были солдаты, присланные сюда для охраны монастыря. В 1936 году монастырь и церковь были полностью закрыты.
На месте монастыря была организована промартель, больница, пекарня, часть домов была продана крестьянам. В январе 1936 года на месте монастыря была организована Залесная МТС.
Покровская церковь была закрыта в 1938 году и в 1991 году открыта вновь.
В 1931 году в селе был организован колхоз. Председатель — Сиротин Арсентий Иванович, бригадир — Буйков В.А.
В 1934 году образовалась семилетняя школа (Белбажская НСШ). В 1954 году была образована средняя школа.
В 1937 году при МТС была организована РКШ (районная колхозная школа), где готовили кадры для колхозов: трактористов, счетоводов, агрономов, ветработников.
В первые дни войны в село стали приезжать эвакуированные. Для детей был организован детдом, просуществовавший до 1954 года.
В 1959 году началось объединение колхозов в один колхоз.
В 1973 году недалеко от села открыто Белбажское соляное месторождение, однако на данный момент его разработка не начата.

## Население
| 2002 | 2010 |
| ---- | ---- |
| 273  | ↘247 |

## Достопримечательности
- Свято-Троицкий Белбажский монастырь
- Церковь Покрова.